# Бжезенко
Бжезенко (пол. Brzezienko) — село в Польщі, у гміні Вонсево Островського повіту Мазовецького воєводства.
Населення — 219 осіб (2011).
У 1975-1998 роках село належало до Остроленцького воєводства.

## Демографія
Демографічна структура станом на 31 березня 2011 року:
|          | Загалом | Допрацездатний вік | Працездатний вік | Постпрацездатний вік |
| -------- | ------- | ------------------ | ---------------- | -------------------- |
| Чоловіки | 103     | 19                 | 67               | 17                   |
| Жінки    | 116     | 20                 | 68               | 28                   |
| Разом    | 219     | 39                 | 135              | 45                   |